# Драфт НФЛ 2021
Восемьдесят шестой драфт Национальной футбольной лиги прошёл с 29 апреля по 1 мая 2021 года в Кливленде в штате Огайо. Под первым номером клуб «Джэксонвилл Джагуарс» выбрал квотербека Тревора Лоуренса из Клемсонского университета. Всего в семи раундах командами было выбрано 259 игроков.
Драфт 2021 года стал первым в истории, на котором команды получили дополнительные выборы в качестве компенсации за уход представителей национальных меньшинств на вышестоящие должности в другие организации.

## Организация мероприятия
Решение о проведении драфта НФЛ 2021 года в Кливленде было объявлено в мае 2019 года на встрече владельцев клубов в Ки-Бискейне. Кливленд стал шестым местом проведения мероприятия с 2015 года, когда лига начала ротацию принимающих драфт городов. В качестве возможных площадок для организации назывались арена «ФестЭнерджи-стэдиум» и её окрестности, и территория Зала славы рок-н-ролла на побережье озера Эри.
Из-за вызванных пандемией COVID-19 ограничений объявление конкретных площадок, на которых пройдёт процедура драфта, было отложено. Двадцать второго марта комиссар НФЛ Роджер Гуделл объявил, что, кроме «ФестЭнерджи-стэдиум» и Зала славы рок-н-ролла, часть мероприятий пройдёт в Научном центре Великих Озёр. Непосредственно на церемонии драфта будет присутствовать ограниченное число игроков, а также представители СМИ и болельщики. Приоритет был отдан зрителям, прошедшим вакцинацию от COVID-19. Они допускались в зону, непосредственно прилегающую к главной сцене драфта.
Телевизионную трансляцию мероприятия будут вести канал лиги NFL Network и ESPN.

## Регламент драфта
Первый раунд драфта пройдёт 29 апреля и начнётся в 20:00 по восточному времени. Второй и третий раунды состоятся 30 апреля, процедура начнётся в 19:00 по восточному времени. Раунды с четвёртого по седьмой будут проведены 1 мая и начнутся в полдень по восточному времени. На выбор в первом раунде командам отводится десять минут, во втором и третьем раундах — по семь минут, с четвёртого по шестой — по пять минут, в седьмом раунде — четыре минуты.
Порядок выбора командами на драфте определился после окончания Супербоула LV. Право первого выбора получила худшая команда по итогам сезона 2020 года «Джэксонвилл Джагуарс», закончившая регулярный чемпионат с одной победой при пятнадцати поражениях. Последними в первом раунде выбирали победители Супербоула «Тампа-Бэй Бакканирс». Десятого марта 2021 года лига объявила о распределении компенсационных выборов на драфте, предоставляемых командам, которые потеряли свободными агентами больше игроков, чем приобрели. Семнадцать клубов получили 33 выбора с третьего по шестой раунды драфта. Наибольшее количество дополнительных выборов получили «Даллас Каубойс» — четыре. Ещё четыре выбора было предоставлено клубам в соответствии с резолюцией JC-2A.

## Изменения в правилах
В ноябре 2020 года владельцы клубов НФЛ приняли резолюцию JC-2A, согласно которой команда, член тренерского штаба или сотрудник офиса которой, относящиеся к национальным меньшинствам, переходят в другую организацию на пост главного тренера или генерального менеджера, получает дополнительные компенсационные выборы в третьем раунде двух ближайших драфтов. В январе 2021 года первой организацией, получившей такой дополнительный выбор, стали «Лос-Анджелес Рэмс»: директор по скаутингу студенческих команд Брэд Холмс был назначен на пост генерального менеджера «Детройт Лайонс».

## Список выбранных игроков
Под тремя первыми номерами драфта «Джэксонвилл Джагуарс», «Нью-Йорк Джетс» и «Сан-Франциско Форти Найнерс» выбрали квотербеков. Всего в первом раунде было выбрано пять игроков этого амплуа. Первыми шестью выбранными игроками стали представители скилл-позиций нападения, что стало повторением рекорда драфта со времени объединения НФЛ и АФЛ. Кайл Питтс из университета Флориды, задрафтованный «Атлантой» под общим четвёртым номером, стал самым высоко выбранным тайт-эндом в истории лиги.
| Цветовые обозначения |
| -------------------- |
| Участник Пробоула    |

Знаком «*» отмечены компенсационные выборы, в графе «Примечания» приведены данные об обменах выборами на драфте в случае их осуществления
| Раунд | Пик  | Команда                     | Игрок                                                                | Позиция                                                              | Колледж                                                              | Примечания                                                           |
| ----- | ---- | --------------------------- | -------------------------------------------------------------------- | -------------------------------------------------------------------- | -------------------------------------------------------------------- | -------------------------------------------------------------------- |
| 1     | 1    | Джэксонвилл Джагуарс        | Тревор Лоуренс                                                       | QB                                                                   | Клемсон                                                              |                                                                      |
| 1     | 2    | Нью-Йорк Джетс              | Зак Уилсон                                                           | QB                                                                   | Бригам Янг                                                           |                                                                      |
| 1     | 3    | Сан-Франциско Форти Найнерс | Трей Лэнс                                                            | QB                                                                   | Норт Дакота Стейт                                                    | обмен с «Майами»                                                     |
| 1     | 4    | Атланта Фэлконс             | Кайл Питтс                                                           | TE                                                                   | Флорида                                                              |                                                                      |
| 1     | 5    | Цинциннати Бенгалс          | Джамарр Чейз                                                         | WR                                                                   | ЛСЮ                                                                  |                                                                      |
| 1     | 6    | Майами Долфинс              | Джейлен Уоддл                                                        | WR                                                                   | Алабама                                                              | обмен с «Филадельфией»                                               |
| 1     | 7    | Детройт Лайонс              | Пенеи Сьюэлл                                                         | OT                                                                   | Орегон                                                               |                                                                      |
| 1     | 8    | Каролина Пэнтерс            | Джейси Хорн                                                          | CB                                                                   | Южная Каролина                                                       |                                                                      |
| 1     | 9    | Денвер Бронкос              | Патрик Сертен                                                        | CB                                                                   | Алабама                                                              |                                                                      |
| 1     | 10   | Филадельфия Иглз            | Девонтей Смит                                                        | WR                                                                   | Алабама                                                              | обмен с «Далласом»                                                   |
| 1     | 11   | Чикаго Беарс                | Джастин Филдс                                                        | QB                                                                   | Огайо Стейт                                                          | обмен с «Нью-Йорк Джайентс»                                          |
| 1     | 12   | Даллас Каубойс              | Майка Парсонс                                                        | LB                                                                   | Пенн Стейт                                                           | обмен с «Филадельфией»                                               |
| 1     | 13   | Лос-Анджелес Чарджерс       | Рашон Слейтер                                                        | OT                                                                   | Нортвестерн                                                          |                                                                      |
| 1     | 14   | Нью-Йорк Джетс              | Элайджа Вера-Такер                                                   | G                                                                    | ЮСК                                                                  | обмен с «Миннесотой»                                                 |
| 1     | 15   | Нью-Ингленд Пэтриотс        | Мак Джонс                                                            | QB                                                                   | Алабама                                                              |                                                                      |
| 1     | 16   | Аризона Кардиналс           | Зейвен Коллинз                                                       | LB                                                                   | Талса                                                                |                                                                      |
| 1     | 17   | Лас-Вегас Рэйдерс           | Алекс Ледервуд                                                       | OT                                                                   | Алабама                                                              |                                                                      |
| 1     | 18   | Майами Долфинс              | Джейлан Филлипс                                                      | DE                                                                   | Майами                                                               |                                                                      |
| 1     | 19   | Вашингтон                   | Джеймин Дэвис                                                        | LB                                                                   | Кентукки                                                             |                                                                      |
| 1     | 20   | Нью-Йорк Джайентс           | Кадариус Тони                                                        | WR                                                                   | Флорида                                                              | обмен с «Чикаго»                                                     |
| 1     | 21   | Индианаполис Колтс          | Квити Пайе                                                           | DE                                                                   | Мичиган                                                              |                                                                      |
| 1     | 22   | Теннесси Тайтенс            | Калеб Фэрли                                                          | CB                                                                   | Виргиния Тек                                                         |                                                                      |
| 1     | 23   | Миннесота Вайкингс          | Кристиан Даррисо                                                     | OT                                                                   | Виргиния Тек                                                         | обмен с «Нью-Йорк Джетс»                                             |
| 1     | 24   | Питтсбург Стилерз           | Наджи Харрис                                                         | RB                                                                   | Алабама                                                              |                                                                      |
| 1     | 25   | Джэксонвилл Джагуарс        | Тревис Этьенн                                                        | RB                                                                   | Клемсон                                                              | обмен с «Лос-Анджелес Рэмс»                                          |
| 1     | 26   | Кливленд Браунс             | Грег Ньюсом                                                          | CB                                                                   | Нортвестерн                                                          |                                                                      |
| 1     | 27   | Балтимор Рэйвенс            | Рашод Бейтман                                                        | WR                                                                   | Миннесота                                                            |                                                                      |
| 1     | 28   | Нью-Орлеан Сэйнтс           | Пейтон Тернер                                                        | DE                                                                   | Хьюстон                                                              |                                                                      |
| 1     | 29   | Грин-Бэй Пэкерс             | Эрик Стоукс                                                          | CB                                                                   | Джорджия                                                             |                                                                      |
| 1     | 30   | Баффало Биллс               | Грегори Руссо                                                        | DE                                                                   | Майами                                                               |                                                                      |
| 1     | 31   | Балтимор Рэйвенс            | Одафе Ове                                                            | DE                                                                   | Пенн Стейт                                                           | обмен с «Канзас-Сити»                                                |
| 1     | 32   | Тампа-Бэй Бакканирс         | Джо Трайон                                                           | LB                                                                   | Вашингтон                                                            |                                                                      |
| 2     | 33   | Джэксонвилл Джагуарс        | Тайсон Кэмпбелл                                                      | CB                                                                   | Джорджия                                                             |                                                                      |
| 2     | 34   | Нью-Йорк Джетс              | Элайджа Мур                                                          | WR                                                                   | Ол Мисс                                                              |                                                                      |
| 2     | 35   | Денвер Бронкос              | Джавонте Уильямс                                                     | RB                                                                   | Северная Каролина                                                    | обмен с «Атлантой»                                                   |
| 2     | 36   | Майами Долфинс              | Джевон Холланд                                                       | S                                                                    | Орегон                                                               | обмен с «Хьюстоном»                                                  |
| 2     | 37   | Филадельфия Иглз            | Лэндон Дикерсон                                                      | C                                                                    | Алабама                                                              |                                                                      |
| 2     | 38   | Нью-Ингленд Пэтриотс        | Кристиан Бармор                                                      | DT                                                                   | Алабама                                                              | обмен с «Цинциннати»                                                 |
| 2     | 39   | Чикаго Беарс                | Тевен Дженкинс                                                       | OT                                                                   | Оклахома Стейт                                                       | обмен с «Каролиной»                                                  |
| 2     | 40   | Атланта Фэлконс             | Ричи Грант                                                           | S                                                                    | Центральная Флорида                                                  | обмен с «Денвером»                                                   |
| 2     | 41   | Детройт Лайонс              | Ливай Онвузурике                                                     | DT                                                                   | Вашингтон                                                            |                                                                      |
| 2     | 42   | Майами Долфинс              | Лиам Айхенберг                                                       | OT                                                                   | Нотр-Дам                                                             | обмен с «Нью-Йорк Джайентс»                                          |
| 2     | 43   | Лас-Вегас Рэйдерс           | Тревон Мориг                                                         | S                                                                    | ТХУ                                                                  | обмен с «Сан-Франциско»                                              |
| 2     | 44   | Даллас Каубойс              | Келвин Джозеф                                                        | CB                                                                   | Кентукки                                                             |                                                                      |
| 2     | 45   | Джэксонвилл Джагуарс        | Уокер Литтл                                                          | OT                                                                   | Стэнфорд                                                             | обмен с «Миннесотой»                                                 |
| 2     | 46   | Цинциннати Бенгалс          | Джексон Карман                                                       | OT/G                                                                 | Клемсон                                                              | обмен с «Нью-Инглендом»                                              |
| 2     | 47   | Лос-Анджелес Чарджерс       | Асанте Сэмюэл                                                        | CB                                                                   | Флорида Стейт                                                        |                                                                      |
| 2     | 48   | Сан-Франциско Форти Найнерс | Аарон Бэнкс                                                          | G                                                                    | Нотр-Дам                                                             | обмен с «Лас-Вегасом»                                                |
| 2     | 49   | Аризона Кардиналс           | Рондейл Мур                                                          | WR                                                                   | Пердью                                                               |                                                                      |
| 2     | 50   | Нью-Йорк Джайентс           | Азиз Оджулари                                                        | DE                                                                   | Джорджия                                                             | обмен с «Майами»                                                     |
| 2     | 51   | Вашингтон                   | Сэмюэл Косми                                                         | OT                                                                   | Техас                                                                |                                                                      |
| 2     | 52   | Кливленд Браунс             | Джеремайя Овусу-Корамоа                                              | LB                                                                   | Нотр-Дам                                                             | обмен с «Каролиной»                                                  |
| 2     | 53   | Теннесси Тайтенс            | Диллон Рейданс                                                       | OT                                                                   | Норт-Дакота Стейт                                                    |                                                                      |
| 2     | 54   | Индианаполис Колтс          | Дайо Одейингбо                                                       | DE                                                                   | Вандербильт                                                          |                                                                      |
| 2     | 55   | Питтсбург Стилерз           | Пэт Фрайермут                                                        | TE                                                                   | Пенн Стейт                                                           |                                                                      |
| 2     | 56   | Сиэтл Сихокс                | Диуэйн Эскридж                                                       | WR                                                                   | Западный Мичиган                                                     |                                                                      |
| 2     | 57   | Лос-Анджелес Рэмс           | Туту Атуэлл                                                          | WR                                                                   | Луисвилл                                                             |                                                                      |
| 2     | 58   | Канзас-Сити Чифс            | Ник Болтон                                                           | LB                                                                   | Миссури                                                              | обмен с «Балтимором»                                                 |
| 2     | 59   | Каролина Пэнтерс            | Террейс Маршалл                                                      | WR                                                                   | ЛСЮ                                                                  | обмен с «Кливлендом»                                                 |
| 2     | 60   | Нью-Орлеан Сэйнтс           | Пит Вернер                                                           | LB                                                                   | Огайо Стейт                                                          |                                                                      |
| 2     | 61   | Баффало Биллс               | Карлос Башем                                                         | DE                                                                   | Уэйк Форест                                                          |                                                                      |
| 2     | 62   | Грин-Бэй Пэкерс             | Джош Майерс                                                          | C                                                                    | Огайо Стейт                                                          |                                                                      |
| 2     | 63   | Канзас-Сити Чифс            | Крид Хамфри                                                          | C                                                                    | Оклахома                                                             |                                                                      |
| 2     | 64   | Тампа-Бэй Бакканирс         | Кайл Траск                                                           | QB                                                                   | Флорида                                                              |                                                                      |
| 3     | 65   | Джэксонвилл Джагуарс        | Андре Сиско                                                          | S                                                                    | Сиракьюз                                                             |                                                                      |
| 3     | 66   | Миннесота Вайкингс          | Келлен Монд                                                          | QB                                                                   | Техас A&M                                                            | обмен с «Нью-Йорк Джетс»                                             |
| 3     | 67   | Хьюстон Тексанс             | Дэвис Миллс                                                          | QB                                                                   | Стэнфорд                                                             |                                                                      |
| 3     | 68   | Атланта Фэлконс             | Джейлен Мэйфилд                                                      | OT                                                                   | Мичиган                                                              |                                                                      |
| 3     | 69   | Цинциннати Бенгалс          | Джозеф Оссаи                                                         | DE                                                                   | Техас                                                                |                                                                      |
| 3     | 70   | Каролина Пэнтерс            | Брейди Кристенсен                                                    | OT                                                                   | Бригам Янг                                                           | обмен с «Филадельфией»                                               |
| 3     | 71   | Нью-Йорк Джайентс           | Аарон Робинсон                                                       | CB                                                                   | Центральная Флорида                                                  | обмен с «Денвером»                                                   |
| 3     | 72   | Детройт Лайонс              | Алим Макнилл                                                         | DT                                                                   | Эн Си Стейт                                                          |                                                                      |
| 3     | 73   | Филадельфия Иглз            | Милтон Уильямс                                                       | DT                                                                   | Луизиана Тек                                                         | обмен с «Каролиной»                                                  |
| 3     | 74   | Вашингтон                   | Бенджамин Сент-Жюст                                                  | CB                                                                   | Миннесота                                                            | обмен с «Сан-Франциско»                                              |
| 3     | 75   | Даллас Каубойс              | Оса Одигизува                                                        | DT                                                                   | УКЛА                                                                 |                                                                      |
| 3     | 76   | Нью-Орлеан Сэйнтс           | Полсон Адибо                                                         | CB                                                                   | Стэнфорд                                                             | обмен с «Денвером»                                                   |
| 3     | —    | Нью-Ингленд Пэтриотс        | клуб лишён выбора за нарушение политики НФЛ в отношении честной игры | клуб лишён выбора за нарушение политики НФЛ в отношении честной игры | клуб лишён выбора за нарушение политики НФЛ в отношении честной игры | клуб лишён выбора за нарушение политики НФЛ в отношении честной игры |
| 3     | 77   | Лос-Анджелес Чарджерс       | Джош Палмер                                                          | WR                                                                   | Теннесси                                                             |                                                                      |
| 3     | 78   | Миннесота Вайкингс          | Чез Сурратт                                                          | LB                                                                   | Северная Каролина                                                    |                                                                      |
| 3     | 79   | Лас-Вегас Рэйдерс           | Малколм Кунс                                                         | DE                                                                   | Баффало                                                              | обмен с «Аризоной»                                                   |
| 3     | 80   | Лас-Вегас Рэйдерс           | Дивайн Диабло                                                        | S                                                                    | Виргиния Тек                                                         |                                                                      |
| 3     | 81   | Майами Долфинс              | Хантер Лонг                                                          | TE                                                                   | Бостон Колледж                                                       |                                                                      |
| 3     | 82   | Вашингтон                   | Диами Браун                                                          | WR                                                                   | Северная Каролина                                                    |                                                                      |
| 3     | 83   | Каролина Пэнтерс            | Томми Трембл                                                         | TE                                                                   | Нотр-Дам                                                             | обмен с «Чикаго»                                                     |
| 3     | 84   | Даллас Каубойс              | Чонси Голстон                                                        | DE                                                                   | Айова                                                                | обмен с «Филадельфией»                                               |
| 3     | 85   | Грин-Бэй Пэкерс             | Амари Роджерс                                                        | WR                                                                   | Клемсон                                                              | обмен с «Теннесси»                                                   |
| 3     | 86   | Миннесота Вайкингс          | Уайатт Дэвис                                                         | G                                                                    | Огайо Стейт                                                          | обмен с «Нью-Йорк Джетс»                                             |
| 3     | 87   | Питтсбург Стилерз           | Кендрик Грин                                                         | G/C                                                                  | Иллинойс                                                             |                                                                      |
| 3     | 88   | Сан-Франциско Форти Найнерс | Трей Сермон                                                          | RB                                                                   | Огайо Стейт                                                          | обмен с «Лос-Анджелес Рэмс»                                          |
| 3     | 89   | Хьюстон Тексанс             | Нико Коллинз                                                         | WR                                                                   | Мичиган                                                              | обмен с «Каролиной»                                                  |
| 3     | 90   | Миннесота Вайкингс          | Патрик Джонс                                                         | DE                                                                   | Питтсбург                                                            | обмен с «Балтимором»                                                 |
| 3     | 91   | Кливленд Браунс             | Энтони Шварц                                                         | WR                                                                   | Оберн                                                                | обмен с «Нью-Орлеаном»                                               |
| 3     | 92   | Теннесси Тайтенс            | Монти Райс                                                           | LB                                                                   | Джорджия                                                             | обмен с «Грин-Бэй»                                                   |
| 3     | 93   | Баффало Биллс               | Спенсер Браун                                                        | OT                                                                   | Северная Айова                                                       |                                                                      |
| 3     | 94   | Балтимор Рэйвенс            | Бен Кливленд                                                         | G                                                                    | Джорджия                                                             | обмен с «Канзас-Сити»                                                |
| 3     | 95   | Тампа-Бэй Бакканирс         | Роберт Хейнси                                                        | OT                                                                   | Нотр-Дам                                                             |                                                                      |
| 3     | 96*  | Нью-Ингленд Пэтриотс        | Ронни Перкинс                                                        | DE                                                                   | Оклахома                                                             |                                                                      |
| 3     | 97*  | Лос-Анджелес Чарджерс       | Тре Маккитти                                                         | TE                                                                   | Джорджия                                                             |                                                                      |
| 3     | 98*  | Денвер Бронкос              | Куинн Мейнерз                                                        | C                                                                    | Висконсин—Уайтуотер                                                  | обмен с «Нью-Орлеаном»                                               |
| 3     | 99*  | Даллас Каубойс              | Нашон Райт                                                           | CB                                                                   | Орегон Стейт                                                         |                                                                      |
| 3     | 100* | Теннесси Тайтенс            | Элайджа Молден                                                       | CB                                                                   | Вашингтон                                                            |                                                                      |
| 3     | 101* | Детройт Лайонс              | Ифеату Мелифонву                                                     | CB                                                                   | Сиракьюз                                                             | обмен с «Лос-Анджелес Рэмс»                                          |
| 3     | 102* | Сан-Франциско Форти Найнерс | Эмбри Томас                                                          | CB                                                                   | Мичиган                                                              | резолюция JC-2A                                                      |
| 3     | 103* | Лос-Анджелес Рэмс           | Эрнест Джонс                                                         | LB                                                                   | Южная Каролина                                                       | резолюция JC-2A                                                      |
| 3     | 104* | Балтимор Рэйвенс            | Брэндон Стивенс                                                      | CB                                                                   | СМЮ                                                                  | резолюция JC-2A                                                      |
| 3     | 105* | Денвер Бронкос              | Бэрон Браунинг                                                       | LB                                                                   | Огайо Стейт                                                          | резолюция JC-2A обмен с «Нью-Орлеаном»                               |
| 4     | 106  | Джэксонвилл Джагуарс        | Джей Туфеле                                                          | DT                                                                   | ЮСК                                                                  |                                                                      |
| 4     | 107  | Нью-Йорк Джетс              | Майкл Картер                                                         | RB                                                                   | Северная Каролина                                                    |                                                                      |
| 4     | 108  | Атланта Фэлконс             | Даррен Холл                                                          | CB                                                                   | Сан-Диего Стейт                                                      |                                                                      |
| 4     | 109  | Теннесси Тайтентс           | Дез Фицпатрик                                                        | WR                                                                   | Луисвилл                                                             | обмен с «Каролиной»                                                  |
| 4     | 110  | Кливленд Браунс             | Джеймс Хадсон                                                        | OT                                                                   | Цинциннати                                                           | обмен с «Филадельфией»                                               |
| 4     | 111  | Цинциннати Бенгалс          | Кэмерон Сэмпл                                                        | DE                                                                   | Тулейн                                                               |                                                                      |
| 4     | 112  | Детройт Лайонс              | Амон-Ра Сент-Браун                                                   | WR                                                                   | ЮСК                                                                  |                                                                      |
| 4     | 113  | Детройт Лайонс              | Деррик Барнс                                                         | LB                                                                   | Пердью                                                               | обмен с «Кливлендом»                                                 |
| 4     | 114  | Атланта Фэлконс             | Дрю Далман                                                           | C                                                                    | Стэнфорд                                                             | обмен с «Денвером»                                                   |
| 4     | 115  | Даллас Каубойс              | Джабрил Кокс                                                         | LB                                                                   | ЛСЮ                                                                  |                                                                      |
| 4     | 116  | Нью-Йорк Джайентс           | Элерсон Смит                                                         | DE                                                                   | Северная Айова                                                       |                                                                      |
| 4     | 117  | Лос-Анджелес Рэмс           | Бобби Браун                                                          | DT                                                                   | Техас A&M                                                            | обмен с «Сан-Франциско»                                              |
| 4     | 118  | Лос-Анджелес Чарджерс       | Крис Рамф                                                            | DE                                                                   | Дьюк                                                                 |                                                                      |
| 4     | 119  | Миннесота Вайкингс          | Кене Нвангву                                                         | RB                                                                   | Айова Стейт                                                          |                                                                      |
| 4     | 120  | Нью-Ингленд Пэтриотс        | Рамондре Стивенсон                                                   | RB                                                                   | Оклахома                                                             |                                                                      |
| 4     | 121  | Джэксонвилл Джагуарс        | Джордан Смит                                                         | DE                                                                   | Алабама—Бирмингем                                                    | обмен с «Лос-Анджелес Рэмс»                                          |
| 4     | 122  | Цинциннати Бенгалс          | Тайлер Шелвин                                                        | DT                                                                   | ЛСЮ                                                                  | обмен с «Нью-Инглендом»                                              |
| 4     | 123  | Филадельфия Иглз            | Зек Макферсон                                                        | CB                                                                   | Техас Тек                                                            | обмен с «Майами»                                                     |
| 4     | 124  | Вашингтон                   | Джон Бейтс                                                           | TE                                                                   | Бойсе Стейт                                                          |                                                                      |
| 4     | 125  | Миннесота Вайкингс          | Камрин Байнум                                                        | CB                                                                   | Калифорния                                                           | обмен с «Чикаго»                                                     |
| 4     | 126  | Каролина Пэнтерс            | Чуба Хаббард                                                         | RB                                                                   | Оклахома Стейт                                                       | обмен с «Теннесси»                                                   |
| 4     | 127  | Индианаполис Колтс          | Кайлен Грансон                                                       | TE                                                                   | СМЮ                                                                  |                                                                      |
| 4     | 128  | Питтсбург Стилерз           | Дэн Мур                                                              | OT                                                                   | Техас A&M                                                            |                                                                      |
| 4     | 129  | Тампа-Бэй Бакканирс         | Джейлон Дарден                                                       | WR                                                                   | Северный Техас                                                       | обмен с «Сиэтлом»                                                    |
| 4     | 130  | Лос-Анджелес Рэмс           | Роберт Рошелл                                                        | CB                                                                   | Сентрал Арканзас                                                     | обмен с «Джэксонвиллом»                                              |
| 4     | 131  | Балтимор Рэйвенс            | Тайлен Уоллес                                                        | WR                                                                   | Оклахома Стейт                                                       |                                                                      |
| 4     | 132  | Кливленд Браунс             | Томми Тогиай                                                         | DT                                                                   | Огайо Стейт                                                          |                                                                      |
| 4     | 133  | Нью-Орлеан Сэйнтс           | Иэн Бук                                                              | QB                                                                   | Нотр-Дам                                                             |                                                                      |
| 4     | 134  | Миннесота Вайкингс          | Джанариус Робинсон                                                   | DE                                                                   | Флорида Стейт                                                        | обмен с «Баффало»                                                    |
| 4     | 135  | Теннесси Тайтенс            | Рашад Уивер                                                          | DE                                                                   | Питтсбург                                                            | обмен с «Грин-Бэй»                                                   |
| 4     | 136  | Аризона Кардиналс           | Марко Уилсон                                                         | CB                                                                   | Флорида                                                              | обмен с «Балтимором»                                                 |
| 4     | 137  | Сиэтл Сихокс                | Тре Браун                                                            | CB                                                                   | Оклахома                                                             | обмен с «Тампа-Бэй»                                                  |
| 4     | 138* | Даллас Каубойс              | Джош Болл                                                            | OT                                                                   | Маршалл                                                              |                                                                      |
| 4     | 139* | Цинциннати Бенгалс          | Данте Смит                                                           | OT                                                                   | Восточная Каролина                                                   | обмен с «Нью-Инглендом»                                              |
| 4     | 140* | Питтсбург Стилерз           | Бадди Джонсон                                                        | LB                                                                   | Техас A&M                                                            |                                                                      |
| 4     | 141* | Лос-Анджелес Рэмс           | Джейкоб Харрис                                                       | WR                                                                   | Центральная Флорида                                                  |                                                                      |
| 4     | 142* | Грин-Бэй Пэкерс             | Ройс Ньюман                                                          | G                                                                    | Ол Мисс                                                              |                                                                      |
| 4     | 143* | Лас-Вегас Рэйдерс           | Тайри Гиллеспи                                                       | S                                                                    | Миссури                                                              | обмен с «Нью-Йорк Джетс»                                             |
| 4     | 144* | Канзас-Сити Чифс            | Джошуа Кайндо                                                        | DE                                                                   | Флорида Стейт                                                        |                                                                      |
| 5     | 145  | Джэксонвилл Джагуарс        | Люк Фаррелл                                                          | TE                                                                   | Огайо Стейт                                                          |                                                                      |
| 5     | 146  | Нью-Йорк Джетс              | Джемиен Шервуд                                                       | S                                                                    | Оберн                                                                |                                                                      |
| 5     | 147  | Хьюстон Тексанс             | Бревин Джордан                                                       | TE                                                                   | Майами                                                               |                                                                      |
| 5     | 148  | Атланта Фэлконс             | Тейкуон Грэм                                                         | DT                                                                   | Техас                                                                |                                                                      |
| 5     | 149  | Цинциннати Бенгалс          | Эван Макферсон                                                       | K                                                                    | Флорида                                                              |                                                                      |
| 5     | 150  | Филадельфия Иглс            | Кеннет Гейнуэлл                                                      | RB                                                                   | Мемфис                                                               |                                                                      |
| 5     | 151  | Чикаго Беарс                | Ларри Бором                                                          | G                                                                    | Миссури                                                              | обмен с «Каролиной»                                                  |
| 5     | 152  | Денвер Бронкос              | Кейден Стернс                                                        | S                                                                    | Техас                                                                |                                                                      |
| 5     | 153  | Кливленд Браунс             | Тони Филдс                                                           | LB                                                                   | Западная Виргиния                                                    | обмен с «Детройтом»                                                  |
| 5     | 154  | Нью-Йорк Джетс              | Майкл Картер                                                         | CB                                                                   | Дьюк                                                                 | обмен с «Нью-Йорк Джайентс»                                          |
| 5     | 155  | Сан-Франциско Форти Найнерс | Джейлон Мур                                                          | OT                                                                   | Западный Мичиган                                                     |                                                                      |
| 5     | 156  | Питтсбург Стилерз           | Айзейя Лаудермилк                                                    | DE                                                                   | Висконсин                                                            | обмен с «Майами»                                                     |
| 5     | 157  | Миннесота Вайкингс          | Аймир Смит-Марсетт                                                   | WR                                                                   | Айова                                                                |                                                                      |
| 5     | 158  | Каролина Пэнтерс            | Дэвион Никсон                                                        | DT                                                                   | Айова                                                                | обмен с «Хьюстоном»                                                  |
| 5     | 159  | Лос-Анджелес Чарджерс       | Бренден Хаймес                                                       | OT                                                                   | Небраска                                                             |                                                                      |
| 5     | 160  | Балтимор Рэйвенс            | Шон Уэйд                                                             | CB                                                                   | Огайо Стейт                                                          | обмен с «Аризоной»                                                   |
| 5     | 161  | Баффало Биллс               | Томми Дойл                                                           | OT                                                                   | Майами (Огайо)                                                       | обмен с «Оклендом»                                                   |
| 5     | 162  | Канзас-Сити Чифс            | Ноа Грей                                                             | TE                                                                   | Дьюк                                                                 | обмен с «Нью-Йорк Джетс»                                             |
| 5     | 163  | Вашингтон                   | Деррик Форрест                                                       | S                                                                    | Цинциннати                                                           |                                                                      |
| 5     | 164  | Денвер Бронкос              | Джамар Джонсон                                                       | S                                                                    | Индиана                                                              | обмен с «Нью-Йорк Джайентс»                                          |
| 5     | 165  | Индианаполис Колтс          | Шон Дэвис                                                            | S                                                                    | Флорида                                                              |                                                                      |
| 5     | 166  | Каролина Пэнтерс            | Кит Тейлор                                                           | CB                                                                   | Вашингтон                                                            | обмен с «Теннесси»                                                   |
| 5     | 167  | Лас-Вегас Рэйдерс           | Нейт Хоббс                                                           | CB                                                                   | Иллинойс                                                             | обмен с «Сиэтлом»                                                    |
| 5     | 168  | Миннесота Вайкингс          | Зак Дэвидсон                                                         | TE                                                                   | Сентрал Миссури                                                      | обмен с «Балтимором»                                                 |
| 5     | 169  | Кливленд Браунс             | Ричард Лекаунт                                                       | S                                                                    | Джорджия                                                             | обмен с «Лос-Анджелес Рэмс»                                          |
| 5     | 170  | Хьюстон Тексанс             | Гаррет Уоллоу                                                        | LB                                                                   | ТХУ                                                                  | обмен с «Лос-Анджелес Рэмс»                                          |
| 5     | 171  | Балтимор Рэйвенс            | Дейлин Хэйс                                                          | DE                                                                   | Нотр-Дам                                                             |                                                                      |
| 5     | 172  | Сан-Франциско Форти Найнерс | Деоммодор Ленор                                                      | CB                                                                   | Орегон                                                               | обмен с «Нью-Орлеаном»                                               |
| 5     | 173  | Грин-Бэй Пэкерс             | Тедаррелл Слейтон                                                    | DT                                                                   | Флорида                                                              |                                                                      |
| 5     | 174  | Лос-Анджелес Рэмс           | Эрнест Браун                                                         | DE                                                                   | Нортвестерн                                                          | обмен с «Хьюстоном»                                                  |
| 5     | 175  | Нью-Йорк Джетс              | Джейсон Пиннок                                                       | CB                                                                   | Питтсбург                                                            | обмен с «Канзас-Сити»                                                |
| 5     | 176  | Тампа-Бэй Бакканирс         | Кей Джей Бритт                                                       | LB                                                                   | Оберн                                                                |                                                                      |
| 5     | 177* | Нью-Ингленд Пэтриотс        | Кэмерон Макгрон                                                      | LB                                                                   | Мичиган                                                              |                                                                      |
| 5     | 178* | Грин-Бэй Пэкерс             | Шемар Джин-Чарлз                                                     | CB                                                                   | Аппалачиан Стейт                                                     |                                                                      |
| 5     | 179* | Даллас Каубойс              | Сими Фехоко                                                          | WR                                                                   | Стэнфорд                                                             |                                                                      |
| 5     | 180* | Сан-Франциско Форти Найнерс | Таланоа Хуфанга                                                      | S                                                                    | ЮСК                                                                  |                                                                      |
| 5     | 181* | Канзас-Сити Чифс            | Корнелл Пауэлл                                                       | WR                                                                   | Клемсон                                                              |                                                                      |
| 5     | 182* | Атланта Фэлконс             | Адетокунбо Огундеджи                                                 | DE                                                                   | Нотр-Дам                                                             |                                                                      |
| 5     | 183* | Атланта Фэлконс             | Эйвери Уильямс                                                       | CB                                                                   | Бойсе Стейт                                                          |                                                                      |
| 5     | 184* | Балтимор Рэйвенс            | Бен Мейсон                                                           | FB                                                                   | Мичиган                                                              |                                                                      |
| 6     | 185  | Лос-Анджелес Чарджерс       | Ник Ниман                                                            | LB                                                                   | Айова                                                                | обмен с «Теннесси»                                                   |
| 6     | 186  | Нью-Йорк Джетс              | Хамза Насирилдин                                                     | S                                                                    | Флорида Стейт                                                        | обмен с «Нью-Инглендом»                                              |
| 6     | 187  | Атланта Фэлконс             | Фрэнк Дарби                                                          | WR                                                                   | Аризона Стейт                                                        |                                                                      |
| 6     | 188  | Нью-Ингленд Пэтриотс        | Джошуа Бледсо                                                        | S                                                                    | Миссури                                                              | обмен с «Хьюстоном»                                                  |
| 6     | 189  | Филадельфия Иглз            | Марлон Туипулоту                                                     | DT                                                                   | ЮСК                                                                  |                                                                      |
| 6     | 190  | Цинциннати Бенгалс          | Трей Хилл                                                            | C                                                                    | Джорджия                                                             |                                                                      |
| 6     | 191  | Филадельфия Иглз            | Таррон Джексон                                                       | DE                                                                   | Прибрежная Каролина                                                  | обмен с «Каролиной»                                                  |
| 6     | 192  | Даллас Каубойс              | Куинтон Боханна                                                      | DT                                                                   | Кентукки                                                             | обмен с «Детройтом»                                                  |
| 6     | 193  | Каролина Пэнтерс            | Деонте Браун                                                         | G                                                                    | Алабама                                                              |                                                                      |
| 6     | 194  | Сан-Франциско Форти Найнерс | Илай Митчелл                                                         | RB                                                                   | Луизиана—Лафейетт                                                    |                                                                      |
| 6     | 195  | Хьюстон Тексанс             | Рой Лопес                                                            | DT                                                                   | Аризона                                                              | обмен с «Нью-Инглендом»                                              |
| 6     | 196  | Нью-Йорк Джайентс           | Гари Брайтуэлл                                                       | RB                                                                   | Аризона                                                              |                                                                      |
| 6     | 197  | Нью-Ингленд Пэтриотс        | Уильям Шерман                                                        | OT                                                                   | Колорадо                                                             |                                                                      |
| 6     | 198  | Лос-Анджелес Чарджерс       | Ларри Раунтри                                                        | RB                                                                   | Миссури                                                              |                                                                      |
| 6     | 199  | Миннесота Вайкингс          | Джейлен Туайман                                                      | DT                                                                   | Питтсбург                                                            |                                                                      |
| 6     | 200  | Нью-Йорк Джетс              | Брэндин Эколс                                                        | CB                                                                   | Кентукки                                                             | обмен с «Лас-Вегасом»                                                |
| 6     | 201  | Нью-Йорк Джайентс           | Родариус Уильямс                                                     | CB                                                                   | Оклахома Стейт                                                       | обмен с «Аризоной»                                                   |
| 6     | 202  | Цинциннати Бенгалс          | Крис Эванс                                                           | RB                                                                   | Мичиган                                                              | обмен с «Хьюстоном»                                                  |
| 6     | 203  | Баффало Биллс               | Маркез Стивенсон                                                     | WR                                                                   | Хьюстон                                                              | обмен с «Хьюстоном»                                                  |
| 6     | 204  | Каролина Пэнтерс            | Шай Смит                                                             | WR                                                                   | Южная Каролина                                                       | обмен с «Чикаго»                                                     |
| 6     | 205  | Теннесси Тайтенс            | Рейси Макмат                                                         | WR                                                                   | ЛСЮ                                                                  |                                                                      |
| 6     | 206  | Нью-Орлеан Сэйнтс           | Лэндон Янг                                                           | OT                                                                   | Кентукки                                                             | обмен с «Индианаполисом»                                             |
| 6     | 207  | Нью-Йорк Джетс              | Джонатан Маршалл                                                     | DT                                                                   | Арканзас                                                             | обмен с «Канзас-Сити»                                                |
| 6     | 208  | Сиэтл Сихокс                | Стоун Форсайт                                                        | OT                                                                   | Флорида                                                              | обмен с «Чикаго»                                                     |
| 6     | 209  | Джэксонвилл Джагуарс        | Джейлен Кэмп                                                         | WR                                                                   | Джорджия Тек                                                         | обмен с «Лос-Анджелес Рэмс»                                          |
| 6     | 210  | Аризона Кардиналс           | Виктор Димукедже                                                     | DE                                                                   | Дьюк                                                                 | обмен с «Балтимором»                                                 |
| 6     | 211  | Кливленд Браунс             | Деметрик Фелтон                                                      | RB                                                                   | УКЛА                                                                 |                                                                      |
| 6     | 212  | Баффало Биллс               | Дамар Хэмлин                                                         | S                                                                    | Питтсбург                                                            | обмен с «Хьюстоном»                                                  |
| 6     | 213  | Баффало Биллс               | Рашад Уайлдгус                                                       | CB                                                                   | Висконсин                                                            |                                                                      |
| 6     | 214  | Грин-Бэй Пэкерс             | Коул ван Лейнен                                                      | G                                                                    | Висконсин                                                            |                                                                      |
| 6     | 215  | Теннесси Тайтенс            | Брейди Бриз                                                          | S                                                                    | Орегон                                                               | обмен с «Канзас-Сити»                                                |
| 6     | 216  | Питтсбург Стилерз           | Куинси Роше                                                          | DE                                                                   | Майами                                                               | обмен с «Тампа-Бэй»                                                  |
| 6     | 217* | Чикаго Беарс                | Калил Херберт                                                        | RB                                                                   | Виргиния Тек                                                         | обмен с «Сиэтлом»                                                    |
| 6     | 218* | Индианаполис Колтс          | Сэм Элингер                                                          | QB                                                                   | Техас                                                                | обмен с «Нью-Орлеаном»                                               |
| 6     | 219* | Денвер Бронкос              | Сет Уильямс                                                          | WR                                                                   | Оберн                                                                | обмен с «Атлантой»                                                   |
| 6     | 220* | Грин-Бэй Пэкерс             | Айзейя Макдаффи                                                      | LB                                                                   | Бостон Колледж                                                       |                                                                      |
| 6     | 221* | Чикаго Беарс                | Дазз Ньюсом                                                          | WR                                                                   | Северная Каролина                                                    |                                                                      |
| 6     | 222* | Каролина Пэнтерс            | Томас Флетчер                                                        | LS                                                                   | Алабама                                                              |                                                                      |
| 6     | 223* | Аризона Кардиналс           | Тай Гоуэн                                                            | CB                                                                   | Центральная Флорида                                                  | обмен с «Миннесотой»                                                 |
| 6     | 224* | Филадельфия Иглз            | Джакоби Стивенс                                                      | S                                                                    | ЛСЮ                                                                  |                                                                      |
| 6     | 225* | Вашингтон                   | Кэмерон Чизман                                                       | LS                                                                   | Мичиган                                                              | обмен с «Филадельфией»                                               |
| 6     | 226* | Канзас-Сити Чифс            | Трей Смит                                                            | G                                                                    | Теннесси                                                             | обмен с «Нью-Йорк Джетс»                                             |
| 6     | 227* | Даллас Каубойс              | Исраэл Мукуаму                                                       | CB                                                                   | Южная Каролина                                                       |                                                                      |
| 6     | 228* | Чикаго Беарс                | Томас Грэм                                                           | CB                                                                   | Орегон                                                               |                                                                      |
| 7     | 229  | Индианаполис Колтс          | Майк Стракан                                                         | WR                                                                   | Чарлстон                                                             | обмен с «Нью-Орлеаном»                                               |
| 7     | 230  | Лас-Вегас Рэйдерс           | Джимми Моррисси                                                      | C                                                                    | Питтсбург                                                            | обмен с «Сан-Франциско»                                              |
| 7     | 231  | Майами Долфинс              | Ларнел Коулман                                                       | OT                                                                   | Массачусетс                                                          | обмен с «Хьюстоном»                                                  |
| 7     | 232  | Каролина Пэнтерс            | Фил Хоскинс                                                          | DT                                                                   | Кентукки                                                             | обмен с «Теннесси»                                                   |
| 7     | 233  | Лос-Анджелес Рэмс           | Джейк Фанк                                                           | RB                                                                   | Мэриленд                                                             | обмен с «Хьюстоном»                                                  |
| 7     | 234  | Филадельфия Иглз            | Патрик Джонсон                                                       | LB                                                                   | Тулейн                                                               |                                                                      |
| 7     | 235  | Цинциннати Бенгалс          | Уайатт Хьюберт                                                       | DE                                                                   | Канзас Стейт                                                         | обмен с «Сиэтлом»                                                    |
| 7     | 236  | Баффало Биллс               | Джек Андерсон                                                        | G                                                                    | Техас Тек                                                            | обмен с «Каролиной»                                                  |
| 7     | 237  | Денвер Бронкос              | Кари Винсент                                                         | CB                                                                   | ЛСЮ                                                                  |                                                                      |
| 7     | 238  | Даллас Каубойс              | Мэтт Фарниок                                                         | G                                                                    | Небраска                                                             |                                                                      |
| 7     | 239  | Денвер Бронкос              | Джонатон Купер                                                       | DE                                                                   | Огайо Стейт                                                          | обмен с «Нью-Йорк Джайентс»                                          |
| 7     | 240  | Вашингтон                   | Уилл Брэдли-Кинг                                                     | DE                                                                   | Бэйлор                                                               | обмен с «Филадельфией»                                               |
| 7     | 241  | Лос-Анджелес Чарджерс       | Марк Уэбб                                                            | S                                                                    | Джорджия                                                             |                                                                      |
| 7     | —    | Миннесота Вайкингс          | клуб лишён выбора за превышение потолка зарплат в 2019 году          | клуб лишён выбора за превышение потолка зарплат в 2019 году          | клуб лишён выбора за превышение потолка зарплат в 2019 году          | клуб лишён выбора за превышение потолка зарплат в 2019 году          |
| 7     | 242  | Нью-Ингленд Пэтриотс        | Тре Никсон                                                           | WR                                                                   | Центральная Флорида                                                  |                                                                      |
| 7     | 243  | Аризона Кардиналс           | Джеймс Уиггинс                                                       | S                                                                    | Цинциннати                                                           |                                                                      |
| 7     | 244  | Майами Долфинс              | Геррид Доукс                                                         | RB                                                                   | Цинциннати                                                           | обмен с «Вашингтоном»                                                |
| 7     | 245  | Питтсбург Стилерз           | Тре Норвуд                                                           | CB                                                                   | Оклахома                                                             | обмен с «Майами»                                                     |
| 7     | 246  | Вашингтон                   | Шака Тони                                                            | DE                                                                   | Пенн Стейт                                                           |                                                                      |
| 7     | 247  | Аризона Кардиналс           | Майкл Менет                                                          | C                                                                    | Пенн Стейт                                                           | обмен с «Лас-Вегасом»                                                |
| 7     | 248  | Индианаполис Колтс          | Уилл Фрайс                                                           | G                                                                    | Пенн Стейт                                                           |                                                                      |
| 7     | 249  | Лос-Анджелес Рэмс           | Бен Сковронек                                                        | WR                                                                   | Нотр-Дам                                                             | обмен с «Джэксонвиллом»                                              |
| 7     | 250  | Чикаго Беарс                | Кайрис Тонга                                                         | DT                                                                   | Бригам Янг                                                           | обмен с «Сиэтлом»                                                    |
| 7     | 251  | Тампа-Бэй Бакканирс         | Крис Уилкокс                                                         | CB                                                                   | Бригам Янг                                                           | обмен с «Питтсбургом»                                                |
| 7     | 252  | Лос-Анджелес Рэмс           | Крис Гарретт                                                         | DE                                                                   | Конкордия—Сент-Пол                                                   |                                                                      |
| 7     | 253  | Денвер Бронкос              | Маркис Спенсер                                                       | DE                                                                   | Миссисипи Стейт                                                      | обмен с «Кливлендом»                                                 |
| 7     | 254  | Питтсбург Стилерз           | Прессли Харвин                                                       | P                                                                    | Джорджия Тек                                                         | обмен с «Балтимором»                                                 |
| 7     | 255  | Нью-Орлеан Сэйнтс           | Каван Бейкер                                                         | WR                                                                   | Южная Алабама                                                        |                                                                      |
| 7     | 256  | Грин-Бэй Пэкерс             | Кайлин Хилл                                                          | RB                                                                   | Миссисипи Стейт                                                      |                                                                      |
| 7     | 257  | Детройт Лайонс              | Джермар Джефферсон                                                   | RB                                                                   | Орегон Стейт                                                         | обмен с «Детройтом»                                                  |
| 7     | 258  | Вашингтон                   | Дакс Милн                                                            | WR                                                                   | Бригам Янг                                                           | обмен с «Майами»                                                     |
| 7     | 259  | Тампа-Бэй Бакканирс         | Грант Стюард                                                         | LB                                                                   | Хьюстон                                                              |                                                                      |

## Комментарии
1. ↑  26 марта 2021 года «Сан-Франциско Форти Найнерс» получили выбор первого (3-й) раунда драфта 2021 года от «Майами», отдав выбор первого (12-й) раунда драфта 2021 года, выборы первого и третьего раундов драфта 2022 года и выбор в первом раунде драфта 2023 года[11].
2. 1 2  26 марта 2021 года «Майами Долфинс» получили выборы первого (6-й) и пятого (156-й) раундов драфта 2021 года от «Филадельфии», отдав выборы первого (12-й) и четвёртого (123-й) раундов драфта 2021 года, и выбор в первом раунде драфта 2022 года[12].
3. 1 2 3  29 апреля 2021 года «Филадельфия Иглз» получили выбор первого (10-й) раунда драфта 2021 года от «Далласа», отдав выборы первого (12-й) и третьего (84-й) раундов драфта 2021 года[13].
4. 1 2  29 апреля 2021 года «Чикаго Беарс» получили выбор первого (11-й) раунда драфта 2021 года от «Нью-Йорк Джайентс», отдав выборы первого (20-й) и пятого (164-й) раундов драфта 2021 года, и выборы первого и четвёртого раундов драфта 2022 года[14].
5. 1 2 3 4  29 апреля 2021 года «Нью-Йорк Джетс» получили выборы первого (14-й) и четвёртого (143-й) раунда драфта 2021 года от «Миннесоты», отдав выборы первого (23-й) и третьего (66-й и 86-й) раундов драфта 2021 года[15].
6. ↑  15 октября 2019 года «Джэксонвилл Джагуарс» получили выбор первого (20-й) раунда драфта 2020 года и выборы первого (25-й) и четвёртого (130-й) раундов драфта 2021 года от «Лос-Анджелес Рэмс», отдав корнербека Джейлена Рэмзи[16].
7. 1 2 3  23 апреля 2021 года «Балтимор Рэйвенс» получили выборы первого (31-й), третьего (94-й) и четвёртого (136-й) раундов драфта 2021 года и выбор пятого раунда драфта 2022 года от «Канзас-Сити Чифс», отдав выбор второго (58-й) раунда драфта 2021 года, выбор шестого раунда драфта 2022 года и тэкла нападения Орландо Брауна[17].
8. 1 2 3 4  30 апреля 2021 года «Денвер Бронкос» получили выборы второго (35-й) и шестого (219-й) раундов драфта 2021 года от «Атланты», отдав выборы второго (40-й) и четвёртого (114-й) раундов драфта 2021 года[18].
9. ↑  31 августа 2019 года «Майами Долфинс» получили выбор первого (26-й) раунда драфта 2020 года, выборы первого (3-й) и второго (36-й) раундов драфта 2021 года, тэкла нападения Жюльена Дэвенпорта и корнербека Джонсона Бадемоси от «Хьюстона», отдав выбор четвёртого (111-й) раунда драфта 2020 года, выбор шестого (202-й) раунда драфта 2021 года, ресивера Кенни Стиллса и тэкла нападения Лареми Тансила[19].
10. 1 2 3 4  30 апреля 2021 года «Нью-Ингленд Пэтриотс» получили выбор второго (38-й) раунда драфта 2021 года от «Цинциннати», отдав выборы второго (46-й) и четвёртого (122-й и 139-й) раундов драфта 2021 года[20].
11. 1 2 3 4  30 апреля 2021 года «Чикаго Беарс» получили выборы второго (39-й) и пятого (151-й) раундов драфта 2021 года от «Каролины», отдав выборы второго (52-й), третьего (83-й) и шестого (204-й) раундов драфта 2021 года[21].
12. 1 2  30 апреля 2021 года «Майами Долфинс» получили выбор второго (42-й) раунда драфта 2021 года от «Нью-Йорк Джайентс», отдав выбор второго (50-й) раунда драфта 2021 года и выбор третьего раунда драфта 2022 года[22].
13. 1 2 3  30 апреля 2021 года «Лас-Вегас Рэйдерс» получили выборы второго (43-й) и седьмого (230-й) раундов драфта 2021 года от «Сан-Франциско», отдав выборы второго (48-й) и четвёртого (121-й) раундов драфта 2021 года[23].
14. ↑  31 августа 2020 года «Джэксонвилл Джагуарс» получили выбор второго (45-й) раундов драфта 2021 года и выбор пятого раунда драфта 2022 года от «Миннесоты», отдав ди-энда Янника Нгакуэ[24].
15. 1 2  30 апреля 2021 года «Кливленд Браунс» получили выборы второго (52-й) и четвёртого (113-й) раундов драфта 2021 года от «Каролины», отдав выборы второго (59-й) и третьего (89-й) раундов драфта 2021 года[25].
16. 1 2 3  30 апреля 2021 года «Каролина Пэнтерс» получили выбор третьего (70-й) раунда драфта 2021 года от «Филадельфии», отдав выборы третьего (73-й) и шестого (191-й) раундов драфта 2021 года[26].
17. 1 2  30 апреля 2021 года «Нью-Йорк Джайентс» получили выбор третьего (71-й) раунда драфта 2021 года от «Денвера», отдав выборы третьего (76-й) и пятого (164-й) раундов драфта 2021 года[27].
18. ↑  25 апреля 2020 года «Вашингтон» получил выбор пятого (156-й) раунда драфта 2020 года и выбор третьего (74-й) раунда драфта 2021 года от «Сан-Франциско», отдав тэкла нападения Трента Уильямса[28].
19. 1 2 3  30 апреля 2021 года «Нью-Орлеан Сэйнтс» получили выбор третьего (76-й) раунда драфта 2021 года от «Денвера», отдав выборы третьего (98-й и 105-й) раунда драфта 2021 года[29].
20. 1 2  20 марта 2021 года «Лас-Вегас Рэйдерс» получили выбор третьего (79-й) раунда драфта 2021 года от «Аризоны», отдав выбор седьмого (247-й) раунда драфта 2021 года и центра Родни Хадсона[31].
21. 1 2 3  30 апреля 2021 года «Грин-Бэй Пэкерс» получили выбор третьего (85-й) раунда драфта 2021 года от «Теннесси», отдав выборы третьего (92-й) и четвёртого (135-й) раундов драфта 2021 года[32].
22. 1 2  30 апреля 2021 года «Сан-Франциско Форти Найнерс» получили выбор третьего (88-й) раунда драфта 2021 года от «Лос-Анджелес Рэмс», отдав выборы четвёртого (117-й и 121-й) раунда драфта 2021 года[33].
23. 1 2  30 апреля 2021 года «Хьюстон Тексанс» получили выбор третьего (89-й) раунда драфта 2021 года от «Каролины», отдав выборы четвёртого (109-й) и пятого (158-й) раундов драфта 2021 года, и выбор четвёртого раунда драфта 2022 года[34].
24. ↑  22 октября 2020 года «Миннесота Вайкингс» получили выбор третьего (90-й) раунда драфта 2021 года и условный выбор пятого раунда драфта 2022 года от «Балтимора», отдав ди-энда Янника Нгакуэ[35].
25. ↑  24 апреля 2020 года «Кливленд Браунс» получили выбор третьего (88-й) раунда драфта 2020 года и выбор третьего (91-й) раунда драфта 2021 года от «Нью-Орлеана», отдав выборы третьего (74-й) и седьмого (244-й) раундов драфта 2020 года[36].
26. ↑  17 марта 2021 года «Детройт Лайонс» получили выбор третьего (101-й) раунда драфта 2021 года, выбор первого раунда драфта 2022 года, выбор первого раунда драфта 2023 года и квотербека Джареда Гоффа от «Лос-Анджелес Рэмс», отдав квотербека Мэттью Стаффорда[37].
27. ↑  Выбор получен в связи с назначением координатора защиты команды Роберта Сале на должность главного тренера клуба «Нью-Йорк Джетс»[38].
28. ↑  Выбор получен в связи с назначением руководителя скаутской службы команды Брэда Холмса на должность генерального менеджера клуба «Детройт Лайонс»[39].
29. ↑  Выбор получен в связи с назначением ассистента главного тренера и координатора пасовой игры команды Дэвида Калли на должность главного тренера клуба «Хьюстон Тексанс»[40].
30. ↑  Выбор получен в связи с назначением руководителя скаутской службы команды Терри Фонтено на должность генерального менеджера клуба «Атланта Фэлконс»[41].
31. 1 2 3 4  1 мая 2021 года «Теннесси Тайтенс» получили выбор четвёртого (109-й) раунда драфта 2021 года от «Каролины», отдав выборы четвёртого (126-й), пятого (166-й) и седьмого (232-й) раундов драфта 2021 года[42].
32. ↑  28 октября 2019 года «Кливленд Браунс» получили выбор четвёртого (110-й) раунда драфта 2021 года от «Филадельфии», отдав ди-энда Дженарда Эйвери[43].
33. 1 2 3  1 мая 2021 года «Детройт Лайонс» получили выборы четвёртого (113-й) и седьмого (257-й) раундов драфта 2021 года от «Кливленда», отдав выбор пятого (153-й) раунда драфта 2021 года и выбор четвёртого раунда драфта 2022 года[44].
34. 1 2 3 4  1 мая 2021 года «Джэксонвилл Джагуарс» получили выборы четвёртого (121-й) и шестого (209-й) раундов драфта 2021 года от «Лос-Анджелес Рэмс», отдав выборы четвёртого (130-й), пятого (170-й) и седьмого (249-й) раундов драфта 2021 года[45].
35. ↑  25 апреля 2020 года «Миннесота Вайкингс» получили выбор четвёртого (125-й) раунда драфта 2021 года от «Чикаго», отдав выбор пятого (155-й) раунда драфта 2020 года[46].
36. 1 2  1 мая 2021 года «Тампа-Бэй Бакканирс» получили выбор четвёртого (129-й) раунда драфта 2021 года от «Сиэтла», отдав выборы четвёртого (137-й) и седьмого (217-й) раундов драфта 2021 года[47].
37. ↑  16 марта 2020 года «Миннесота Вайкингс» получили выборы первого (22-й), пятого (155-й) и шестого (201-й) раундов драфта 2020 года, и выбор четвёртого (134-й) раунда драфта 2021 года от «Баффало», отдав выбор седьмого (239-й) раунда драфта 2020 года и ресивера Стефона Диггса[48].
38. 1 2 3  1 мая 2021 года «Аризона Кардиналс» получили выборы четвёртого (136-й) и шестого (210-й) раундов драфта 2021 года от «Балтимора», отдав выбор пятого (160-й) раунда драфта 2021 года и выбор четвёртого раунда драфта 2022 года[49].
39. 1 2  1 мая 2021 года «Лас-Вегас Рэйдерс» получили выбор четвёртого (143-й) раунда драфта 2021 года от «Нью-Йорк Джетс», отдав выборы пятого (162-й) и шестого (200-й) раундов драфта 2021 года[50].
40. ↑  28 октября 2019 года «Нью-Йорк Джетс» получили выбор третьего (68-й) раунда драфта 2020 года и выбор пятого (154-й) раунда драфта 2021 года от «Нью-Йорк Джайентс», отдав ди-энда Леонарда Уильямса[51].
41. ↑  1 мая 2021 года «Питтсбург Стилерз» получили выбор пятого (156-й) раунда драфта 2021 года от «Майами», отдав выбор четвёртого раунда драфта 2022 года[52].
42. ↑  8 октября 2019 года «Баффало Биллс» получили выбор пятого (161-й) раунда драфта 2021 года от «Окленда», отдав ресивера Зея Джонса[53].
43. 1 2 3 4  1 мая 2021 года «Канзас-Сити Чифс» получили выборы пятого (162-й) и шестого (226-й) раундов драфта 2021 года от «Нью-Йорк Джетс», отдав выборы пятого (175-й) и шестого (207-й) раундов драфта 2021 года[54].
44. ↑  21 марта 2021 года «Лас-Вегас Рэйдерс» получили выбор пятого (167-й) раунда драфта 2021 года от «Сиэтла», отдав гарда Гейба Джексона[55].
45. ↑  25 апреля 2020 года «Миннесота Вайкингс» получили выбор седьмого (225-й) раунда драфта 2020 года и выбор пятого (168-й) раунда драфта 2021 года от «Балтимора», отдав выборы шестого (201-й) и седьмого (219-й) раундов драфта 2020 года[56].
46. ↑  15 октября 2019 года «Кливленд Браунс» получили выбор пятого (169-й) раунда драфта 2021 года от «Лос-Анджелес Рэмс», отдав гарда Остина Корбетта[57].
47. 1 2 3  1 мая 2021 года «Хьюстон Тексанс» получили выбор пятого (170-й) раунда драфта 2021 года от «Лос-Анджелес Рэмс», отдав выборы пятого (174-й) и седьмого (233-й) раундов драфта 2021 года[58].
48. ↑  2 ноября 2020 года «Сан-Франциско Форти Найнерс» получили выбор пятого (172-й) раунда драфта 2021 года и лайнбекера Кико Алонсо от «Нью-Орлеана», отдав лайнбекера Квона Александера[59].
49. ↑  2 ноября 2020 года «Лос-Анджелес Чарджерс» получили выбор шестого (185-й) раунда драфта 2021 года от «Теннесси», отдав корнербека Десмонда Кинга[60].
50. ↑  24 апреля 2020 года «Нью-Йорк Джетс» получили выборы четвёртого (125-й и 129-й) раунда драфта 2020 года и выбор шестого (186-й) раунда драфта 2021 года от «Нью-Ингленда», отдав выбор третьего (101-й) раунда драфта 2020 года[61].
51. 1 2  14 марта 2021 года «Нью-Ингленд Пэтриотс» «Хьюстон Тексанс» получили выборы выборы четвёртого (122-й) и шестого (188-й) раундов драфта 2021 года от «Хьюстона», отдав выборы пятого (158-й) и шестого (195-й) раундов драфта 2021 года, и тэкла нападения Маркуса Кэннона[62].
52. ↑  28 октября 2020 года «Даллас Каубойс» получили выбор шестого (192-й) раунда драфта 2021 года от «Детройта», отдав ди-энда Эверсона Гриффена[63].
53. ↑  23 октября 2020 года «Нью-Йорк Джайентс» получили выбор шестого (201-й) раунда драфта 2021 года от «Аризоны», отдав лайнбекера Маркуса Голдена[64].
54. ↑  19 марта 2021 года «Цинциннати Бенгалс» получили выбор шестого (202-й) раунда драфта 2021 года от «Хьюстона», отдав выбор седьмого (233-й) раунда драфта 2021 года и квотербека Райана Финли[65].
55. 1 2  1 мая 2021 года «Баффало Биллс» получили выборы шестого (203-й и 212-й) раунда драфта 2021 года от «Хьюстона», отдав выбор пятого (174-й) раунда драфта 2021 года[66].
56. 1 2 3  1 мая 2021 года «Нью-Орлеан Сэйнтс» получили выбор шестого (206-й) раунда драфта 2021 года от «Индианаполиса», отдав выборы шестого (218-й) и седьмого (229-й) раундов драфта 2021 года[67].
57. 1 2 3  1 мая 2021 года «Сиэтл Сихокс» получили выбор шестого (208-й) раунда драфта 2021 года от «Чикаго», отдав выборы шестого (217-й) и седьмого (250-й) раундов драфта 2021 года[68].
58. ↑  25 апреля 2020 года «Теннесси Тайтенс» получили выбор шестого (215-й) раунда драфта 2021 года от «Канзас-Сити», отдав выбор седьмого (237-й) раунда драфта 2020 года[69].
59. 1 2  31 августа 2019 года «Питтсбург Стилерз» получили выбор шестого (216-й) раунда драфта 2021 года от «Тампа-Бэй», отдав выбор седьмого (251-й) раунда драфта 2021 года и тэкла нападения Джералда Хокинса[70].
60. ↑  25 марта 2021 года «Аризона Кардиналс» получили выбор шестого (223-й) раунда драфта 2021 года от «Миннесоты», отдав центра Мейсона Коула[71].
61. 1 2  1 мая 2021 года «Вашингтон» получил выборы шестого (225-й) и седьмого (240-й) раундов драфта 2021 года от «Филадельфии», отдав выбор пятого раунда драфта 2022 года[72].
62. ↑  14 марта 2021 года «Майами Долфинс» получили выбор седьмого (231-й) раунда драфта 2021 года и лайнбекера Бенардрика Маккинни от «Хьюстона», отдав выбор шестого (203-й) раунда драфта 2021 года и ди-энда Шака Лоусона[73].
63. ↑  28 октября 2020 года «Цинциннати Бенгалс» получили выбор седьмого (235-й) раунда драфта 2021 года и центра Би Джея Финни от «Сиэтла», отдав ди-энда Карлоса Данлапа[74].
64. ↑  25 сентября 2018 года «Баффало Биллс» получили выбор седьмого (236-й) раунда драфта 2021 года от «Каролины», отдав тэкла нападения Маршалла Ньюхауса[75].
65. ↑  2 сентября 2020 года «Денвер Бронкос» получили выбор седьмого (239-й) раунда драфта 2021 года от «Нью-Йорк Джайентс», отдав корнербека Айзека Йадома[76].
66. 1 2  27 апреля 2021 года «Майами Долфинс» получили выбор седьмого (244-й) раунда драфта 2021 года от «Вашингтона», отдав выбор седьмого (258-й) раунда драфта 2021 года и гарда Эрека Флауэрса[78].
67. ↑  16 сентября 2019 года «Питтсбург Стилерз» получили выбор четвёртого (135-й) раунда драфта 2020 года, выбор седьмого (245-й) раунда драфта 2021 года и сэйфти Минку Фицпатрика от «Майами», отдав выборы первого (18-й) и пятого (154-й) раундов драфта 2020 года, и выбор шестого (207-й) раунда драфта 2021 года[79].
68. ↑  17 марта 2020 года «Денвер Бронкос» получили выбор седьмого (253-й) раунда драфта 2021 года от «Кливленда», отдав фуллбека Энди Джановича[80].
69. ↑  20 марта 2020 года «Питтсбург Стилерз» получили выбор седьмого (254-й) раунда драфта 2021 года и ди-энда Криса Уормли от «Балтимора», отдав выбор пятого (168-й) раунда драфта 2021 года[81].